# 中鶴勝祥
中鶴 勝祥（なかつる かつよし、1962年5月22日 - ）は、日本のアニメーター。大分県出身。東映動画（現・東映アニメーション）出身で、現在はフリー。

## 来歴・人物
高校卒業後、1981年に東映動画に入社。もっぱら海外との合作作品を担当していたが、「鳥山明の絵を描きたい」と自ら志願して、1986年に放映開始の『ドラゴンボール』では第4話より原画で参加して注目を受ける。『ドラゴンボールZ』では作画監督も経験し、魔人ブウ編以降の『Z』や『ドラゴンボールGT』、『ドクタースランプ』や『ドラゴンボールDAIMA』ではキャラクターデザインを担当。
さらに、Vジャンプ連載の漫画『ちょっとだけかえってきた Dr.スランプ』、『貯金戦士キャッシュマン』のリメイク版では作画も担当。『トルネコの大冒険 不思議のダンジョン』のパッケージなどドラゴンクエストシリーズ関係のイラストも多い。
このほか、『週刊少年ジャンプ』関連の仕事として、『デジモンアドベンチャー』のキャラクターデザイン、『冒険王ビィト』のデザイン協力などがある。『デジモン』のキャラクターデザインは当初、鳥山明を起用する予定だったが実現せず、鳥山に近い絵が描けるという理由で中鶴が起用され、以降『デジモンフロンティア』までの4作を担当。
『ドラゴンボールGT』のデザインを担当したときは中鶴のイメージボードを鳥山が自身の絵と勘違いしている。また、鳥山は「凄い腕前で僕の絵の癖を、あっという間に会得してしまい、時々自分でも、このキャラデザインを描いたのは僕か?中鶴くんか?と、わからなくなったりすることがあるくらい」、「（初めて見た中鶴の絵が）本当に凄かった。今でも、こんなの描いたかなあ?」と見分けが付かないことがある、「中鶴くんの描く絵は僕が描くよりも僕らしい」、「僕がササーッと描いたネームを中鶴くんに作画してもらいたい。僕がマルチョンで描いたのを中鶴くんが仕上げてくれるというのが理想」と語っている。

## 作品リスト

### テレビアニメ
- デジモンアドベンチャー（キャラクターデザイン）
- デジモンアドベンチャー02（キャラクターデザイン）
- デジモンテイマーズ（キャラクターデザイン）
- デジモンフロンティア（キャラクターデザイン）
- ドクタースランプ（キャラクターデザイン、オープニング・エンディング作画）
- ドラゴンボール（原画）
- ドラゴンボールZ（キャラクターデザイン（第200話以降）、原画、作画監督）
- ドラゴンボールGT（キャラクターデザイン、原画）
- ドラゴンボール超（第1話原画）
- 冒険王ビィト（キャラクターデザイン）
- 金色のガッシュベル!! （1期OP原画）
- 墓場鬼太郎（原画）
- ONE PIECE（原画）
- ONE PIECE エピソードオブメリー 〜もうひとりの仲間の物語〜（原画）
- NARUTO -ナルト- 疾風伝（2015年、原画）
- ブラッククローバー（2018年、アクション作画監督）
- デジモンアドベンチャー:（2020年 - 2021年、キャラクターデザイン）
- ドラゴンボールDAIMA（2024年、アニメーションキャラクターデザイン・第20話総作画監督、OP・ED作画監督、ED原画）[6]

### パイロット版アニメ
- 大空魔竜ガイキングNEO（キャラクターデザイン、原画、作画監督）

### 劇場アニメ
- 宇宙戦艦ヤマト 完結編（動画）
- 勝利投手（原画） - 梅田香子の小説を原作とした1987年制作のアニメ映画。
- 剣之介さま（作画監督）
- デジモンシリーズ
  - デジモンテイマーズ 冒険者たちの戦い（キャラクターデザイン）
  - デジモンテイマーズ 暴走デジモン特急（キャラクターデザイン）
  - デジモンフロンティア 古代デジモン復活!!（メインキャラクターデザイン）
  - デジモンアドベンチャー LAST EVOLUTION 絆（キャラクターデザイン）
- ドラゴンボールシリーズ
  - ドラゴンボール 神龍の伝説（原画）
  - ドラゴンボール 魔神城のねむり姫（原画）
  - ドラゴンボールZ（原画）
  - ドラゴンボールZ この世で一番強いヤツ（原画）
  - ドラゴンボールZ 地球まるごと超決戦（作画監督補佐）
  - ドラゴンボールZ 超サイヤ人だ孫悟空（作画監督）
  - ドラゴンボールZ とびっきりの最強対最強（原画）
  - ドラゴンボールZ 激突!!100億パワーの戦士たち（原画）
  - ドラゴンボールZ 極限バトル!!三大超サイヤ人（原画）
  - ドラゴンボールZ 燃えつきろ!!熱戦・烈戦・超激戦（作画監督補佐）
  - ドラゴンボールZ 神と神（原画）
  - ドラゴンボールZ 復活の「F」（原画）
- スプリガン（原画）
- ONE PIECE THE MOVIE オマツリ男爵と秘密の島（原画）
- 時をかける少女（原画）
- 劇場版 NARUTO -ナルト- 大興奮!みかづき島のアニマル騒動だってばよ（原画）
- サマーウォーズ（原画）
- 鬼神伝（原画）
- THE LAST -NARUTO THE MOVIE-（原画）
- 楽園追放 -Expelled from Paradise-（エフェクトアニメーター）
- 未来のミライ（原画）

### その他アニメ
- 世界名作童話 まんがシリーズ（作画監督[7]）
  - 魔法のじゅうたん

### ゲーム
- ドラゴンクエストシリーズ
  - ドラゴンクエストV 天空の花嫁（キャラクターデザイン）
  - ドラゴンクエストVI 幻の大地（モンスターデザイン）
  - ドラゴンクエストVII エデンの戦士たち（モンスターデザイン）
  - ドラゴンクエストモンスターズ キャラバンハート（キャラクターデザイン）
- Dr.スランプ（キャラクターデザイン）

### 書籍・DVD
- ドラゴンクエストV 天空の花嫁 公式ガイドブック（上）（キャラクターイラスト）
- ドラゴンクエストV 天空の花嫁 公式ガイドブック（下）（キャラクターイラスト）
- ドラゴンクエストVI 幻の大地 公式ガイドブック（上）（キャラクターイラスト）
- ドラゴンクエストVI 幻の大地 公式ガイドブック（下）（キャラクターイラスト）
- スーパーファミコン ドラゴンクエストIII そして伝説へ… 公式ガイドブック（キャラクターイラスト）
- ドラゴンクエストVIII 空と海と大地と呪われし姫君 公式ガイドブック（上）（キャラクターイラスト）
- ドラゴンクエストVIII 空と海と大地と呪われし姫君 公式ガイドブック（下）（キャラクターイラスト）
- ブルードラゴンDVDパッケージイラスト

### 漫画作品
- ちょっとだけかえってきた Dr.スランプ（原作・監修：鳥山明、脚本：小山高生、1993年2月21号-1996年9月号、Vジャンプ、集英社） - 中鶴作画による描き下ろしのオールカラー漫画作品としてVジャンプにて1993年2月から1996年9月まで連載され、全4巻が発売された。
- 貯金戦士キャッシュマン（原作・監修：鳥山明、脚本：小山高生、1997年6月号-1998年12月号、Vジャンプ、集英社） - 鳥山による漫画のリメイク作品としてVジャンプで連載された。1998年7月には1巻のみ単行本化されたが、Vジャンプ誌面に掲載された最終回までは収録されていない。

## 出演

### 配信
- ゆう坊とマシリトのkosokoso放送局（2025年3月20日 - 、YouTube） - 準レギュラー。堀井雄二と鳥嶋和彦のラジオ番組「ゆう坊＆マシリトのkosokoso放送局」（J-WAVE、第4週土曜日）のスピンオフ配信番組。概ね月1配信[8]

### ラジオ
- TOKYO M.A.A.D SPIN「ゆう坊＆マシリトのKosoKoso放送局」（2025年3月30日〈29日深夜〉、J-WAVE） - 東映アニメーション代表取締役会長の森下孝三、脚本家の小山高生と共にゲスト[9]

### イベント
- 「ボツ『少年ジャンプ』伝説の編集長の“嫌われる”仕事術」出版記念イベント（2025年6月8日：東京・LOFT9 Shibuya、7月12日：名古屋・JUMP SHOP名古屋店）[10]
- Japan Expo（2025年7月3日 - 6日、パリ・ノール ・ヴィルパント見本市会場）[11][12][13]